# Nova Russas
Nova Russas este un oraș în statul Ceará (CE) din Brazilia.